# Liste der Monuments historiques in Saint-Pardon-de-Conques
Die Liste der Monuments historiques in Saint-Pardon-de-Conques führt die Monuments historiques in der französischen Gemeinde Saint-Pardon-de-Conques auf.

## Liste der Bauwerke
| Bezeichnung       | Beschreibung              | Standort | Kennzeichnung | Schutzstatus | Datum | Bild           |
| ----------------- | ------------------------- | -------- | ------------- | ------------ | ----- | -------------- |
| Schloss Jaubertes | Erbaut im 16. Jahrhundert | (Lage)   | PA00083794    | Inscrit      | 1978  |                |
| Taubenturm        | Erbaut im 17. Jahrhundert | (Lage)   | PA00083795    | Inscrit      | 1978  | weitere Bilder |